# Саад Самир
Саад ад-Дин Самир (араб. سعد الدين سمير‎; род. 1 апреля 1989, Бенха) — египетский футболист, защитник клуба «Аль-Ахли», выступающий на правах аренды за «Фьючер». Участник чемпионата мира 2018 года в составе сборной Египта.

## Клубная карьера
Самир — воспитанник клуба «Аль-Ахли» из своего родного города. В 2009 году он дебютировал за команду в чемпионате Египта. В своём дебютном сезоне Саад стал чемпионом страны. В 2010 году Самир для получения игровой практики на правах аренды выступал за «Араб Контракторс». В 2011 году он был отдан в аренду «Аль-Масри». После возвращения Саад завоевал место основного игрока «Аль-Ахли».

## Международная карьера
В 2009 году Самир в составе молодёжной сборной Египта принял участие в домашнем молодёжном чемпионате мира. На турнире он сыграл в матчах против команд Тринидада и Тобаго, Парагвая и Италии.
В 2012 году Самир попал в заявку на участие в Олимпийских играх в Лондоне. На турнире он сыграл в матчах против сборных Японии и Беларуси.
10 октября 2014 года в отборочном матче Кубка Африки 2015 против сборной Ботсваны Самир дебютировал за сборную Египта. В 2017 году в составе сборной Саад стал серебряным призёром Кубка Африки в Габоне. На турнире он сыграл в матчех против команды Марокко.
В 2018 году Самир принял участие в чемпионате мира в России. На турнире он был запасным и на поле не вышел.

## Достижения
Командные
 «Аль-Ахли» (Каир)
- Чемпионат Египта по футболу (6) — 2009/2010, 2010/2011, 2013/2014, 2015/2016, 2016/2017, 2017/2018
- Обладатель Кубка Египта — 2016/2017
- Победитель Лиги чемпионов КАФ (4) — 2012, 2013, 2020, 2021
- Обладатель Кубка конфедераций КАФ — 2014
- Обладатель Суперкубка КАФ (2) — 2013, 2014

Международные
 Египет
- Кубок африканских наций — 2017